# Tetratheca retrorsa
Tetratheca retrorsa är en tvåhjärtbladig växtart som beskrevs av J. Thompson. Tetratheca retrorsa ingår i släktet Tetratheca och familjen Elaeocarpaceae. Inga underarter finns listade i Catalogue of Life.